# Mokcheon-eup
Mokcheon-eup (koreanska: 목천읍) är en köping i Sydkorea. Den ligger i stadsdistriktet Dongnam-gu i stadskommunen Cheonan i provinsen Södra Chungcheong, i den centrala delen av landet, 85 km söder om huvudstaden Seoul.